# Central Coast Regional District
Central Coast Regional District (fram till 1976 Ocean Falls Regional District) är ett regionalt distrikt i provinsen British Columbia i Kanada. Antalet invånare var 3 319 år 2016, och ytan är 24 492 kvadratkilometer.